# Brückenradweg
Der Brückenradweg ist ein Radfernweg von rund 314 Kilometer Länge im west- nordwestlichen Niedersachsen und Bremen, der die Hansestadt Bremen und die ehemalige Hansestadt Osnabrück auf zwei weitgehend parallelen Trassen miteinander verbindet. Damit schlägt dieser Weg eine Brücke zwischen den beiden Städten, sein Name steht jedoch auch für die vielen Einzelbrücken, die im Verlauf der beiden Teilrouten zu überqueren sind.

## Verlauf
Die 149 Kilometer lange Ostroute verläuft über Bassum, Twistringen, Barnstorf und Diepholz. Die 165 Kilometer lange Westroute berührt Harpstedt, Goldenstedt, Vechta, Lohne, Steinfeld und Damme.
Landschaftliche Höhepunkte der über weite Teile flachen Strecke sind der Mittellandkanal, der Naturpark Dümmer, ein Streckenabschnitt der Hunte, der Naturpark Wildeshauser Geest sowie die Stadt Bremen. Im eher hügeligen Südteil locken die Wälder der Dammer Berge, das Museum zur Varusschlacht in Kalkriese, der Natur- und Geopark TERRA.vita sowie Osnabrück, die Stadt des Westfälischen Friedens.
Das Schildersymbol zeigt einen stilisierten Radler, der einen Brückenbogen überquert.

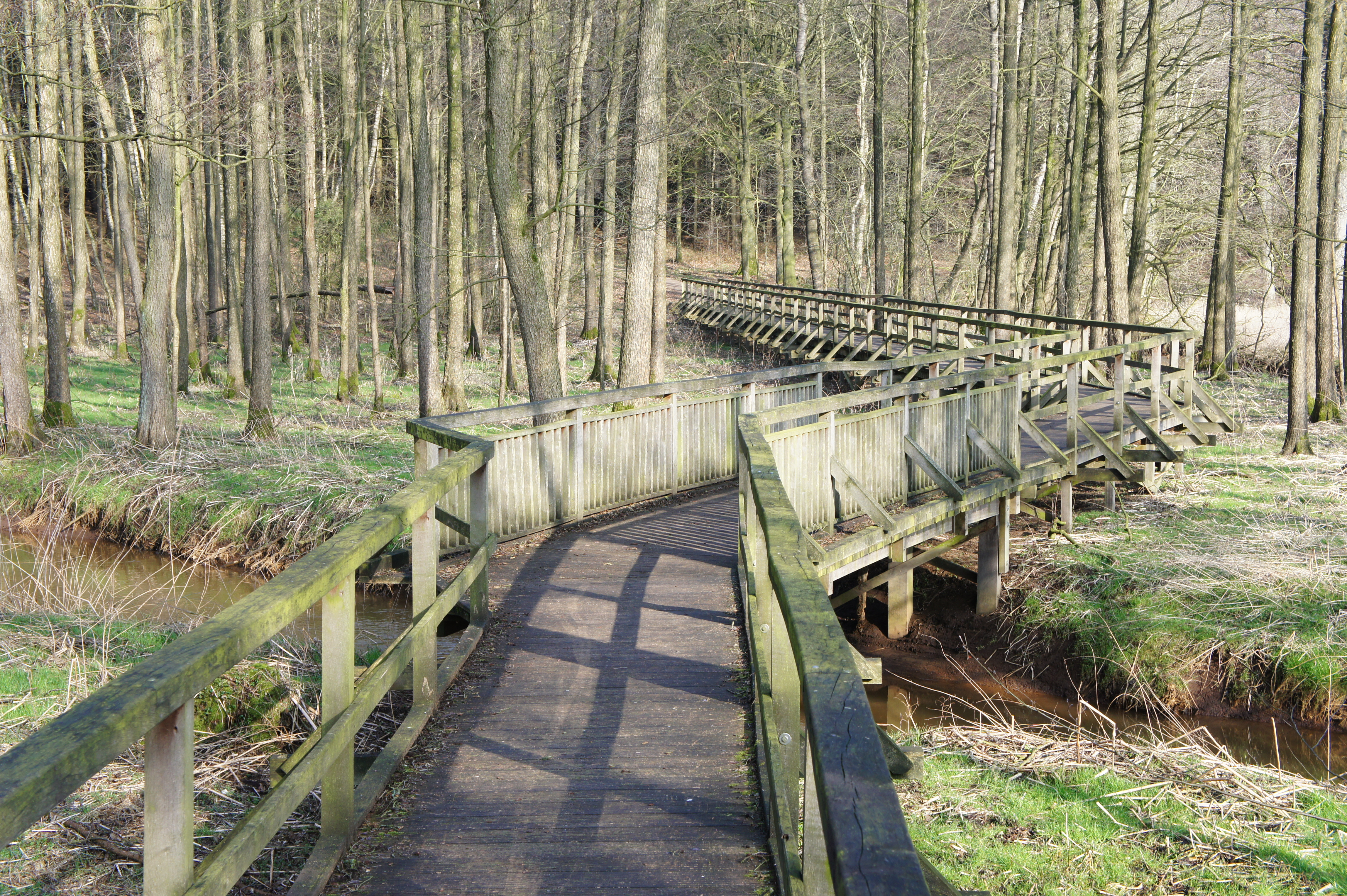
Die Ozeanbrücke überquert bei Harpstedt das sumpfige Delmetal
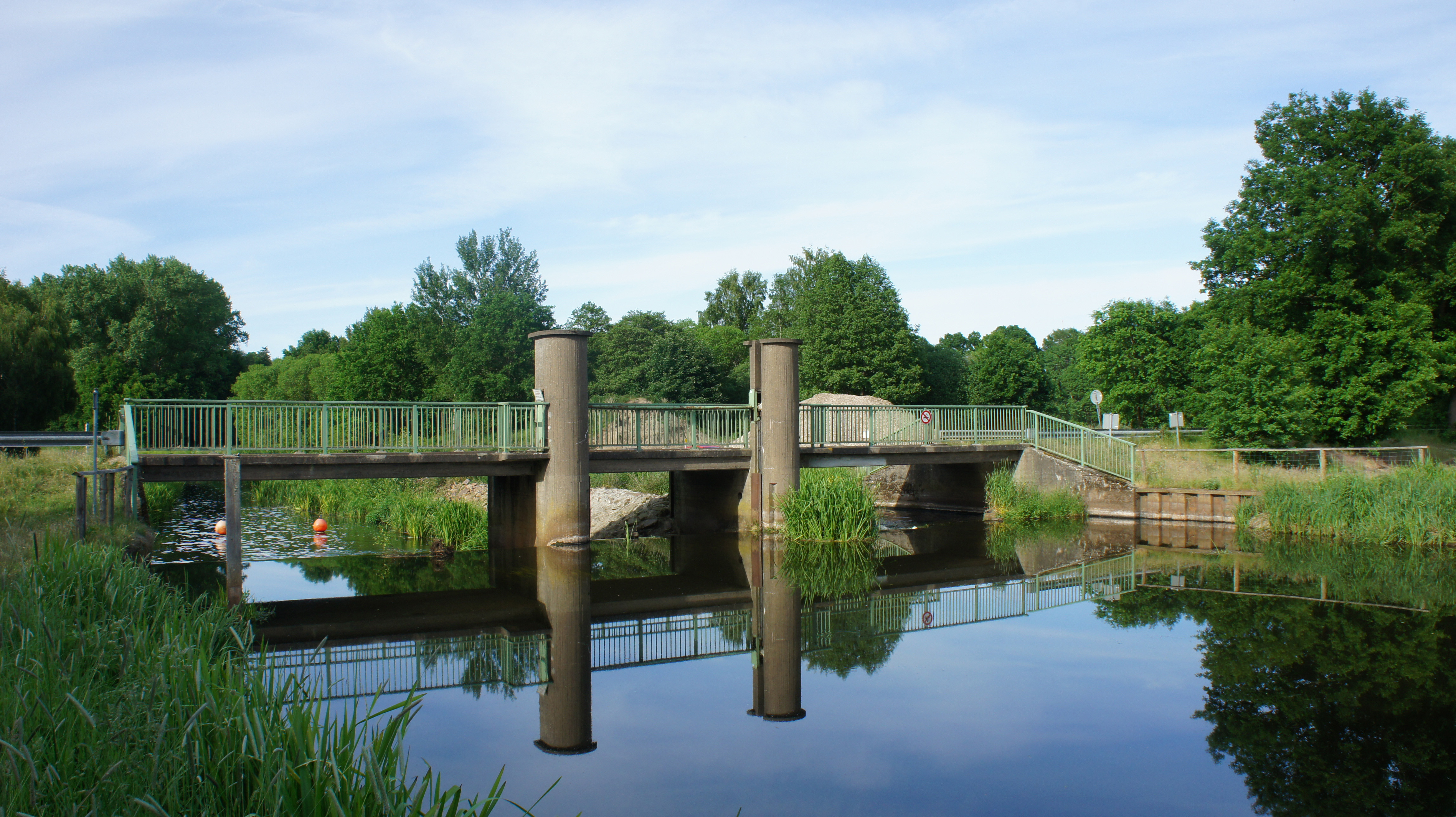
Brücke über die Hunte bei Hölingen
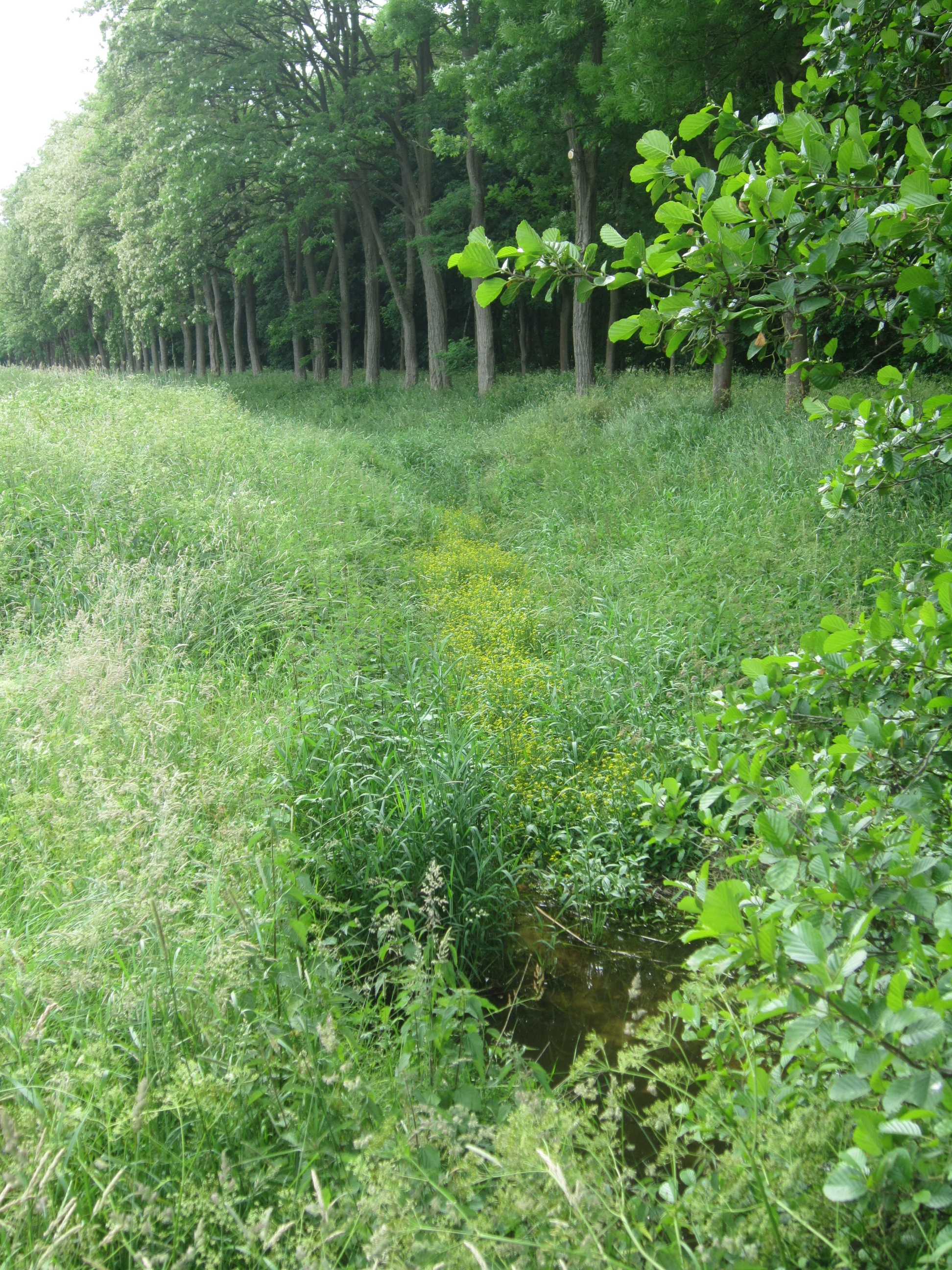
Partie entlang des Hopener Mühlenbachs in Lohne
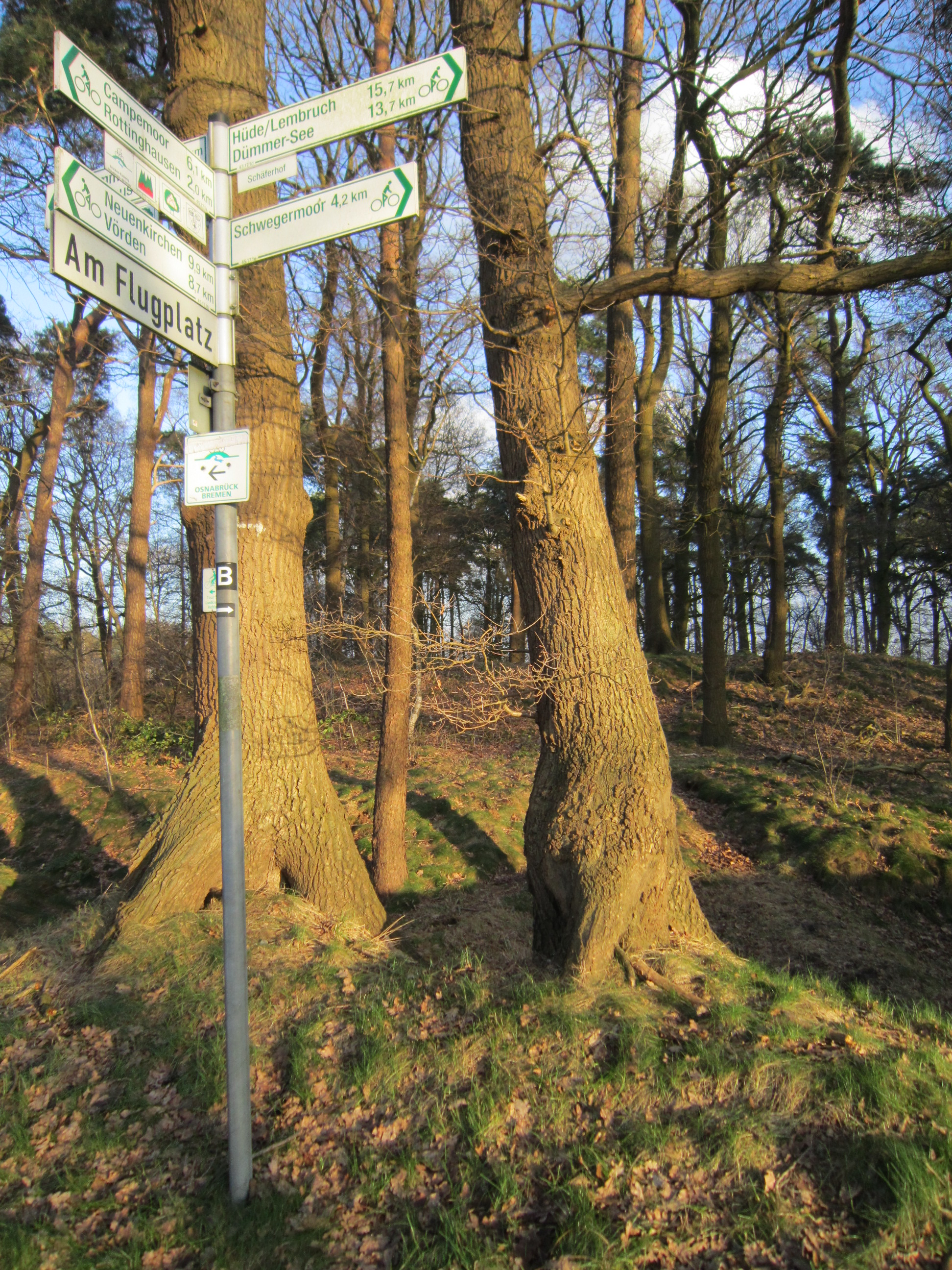
An der Großen Sierhauser Schanze bei Damme